# Хидирша
Хидирша (узб. Xidirsha / Хидирша) — посёлок городского типа, расположенный на территории Ходжаабадского района Андижанской области Республики Узбекистан.

Статус посёлка городского типа с 2009 года.